# Volný pád (film, 1993)
Volný pád je americké psychologické filmové drama a tragédie z roku 1993 režiséra Joela Schumachera.

## Děj
Příběh sleduje krvavou cestu muže, kterému jednoho rána pořádně povolily nervy. Vystupuje ze svého auta, uvězněného v zácpě, a vydává se podle svých slov domů. Když mu prodavač odmítne rozměnit mince, už to nevydrží. Jeho život se mění na pomstu celému světu. To, co hlavní hrdina provádí, by v návalu vzteku rádi provedli všichni. Nechává za sebou zraněné a později i mrtvé, zatímco příběh směřuje ke tragickému konci.

## Ocenění
Film získal cenu Edgara A. Poea.

## Obsazení
- Michael Douglas jako William Foster alias D-Fens, psychicky narušený konstruktér raket
- Robert Duvall jako seržant Martin Prendergast, policista pronásledující D-Fense
- Barbara Hershey jako Elizabeth Travino, D-Fensova bývalá manželka
- Rachel Ticotin jako detektiv Sandra Torresová, Martinova asistentka
- Tuesday Weld jako Amanda Prendergastová, Martinova manželka
- Frederic Forrest jako nacista Nick, zabitý D-Fensem
- Joey Hope Singer jako Adele Fosterová, dcera a smysl života D-Fense
- Michael Paul Chan jako pan Lee, korejský prodavač
- Lois Smith jako paní Fosterová, D-Fensova matka